# Edgard Naccache
Pour les articles homonymes, voir Naccache.
 (décembre 2014).
Si vous disposez d'ouvrages ou d'articles de référence ou si vous connaissez des sites web de qualité traitant du thème abordé ici, merci de compléter l'article en donnant les références utiles à sa vérifiabilité et en les liant à la section « Notes et références ».
Edgard Naccache, né le 15 décembre 1917 à Tunis et mort le 27 mars 2006 à Paris 13e, est un peintre, dessinateur et illustrateur français.

## Biographie
Autodidacte, Edgard Naccache commence à peindre en 1934 tout en exerçant le métier de correcteur dans un journal tunisien. Il devient journaliste dès 1943. Sa première exposition a lieu à Tunis en 1938.
Il est envoyé dans un camp de travail en 1942 pendant l'occupation de la Tunisie par les troupes de l'Axe.
En 1948, il se rend pour la première fois à Paris où il expose au Salon de la Jeune Peinture, invité par l'abbé Maurice Morel, un spécialiste de Pablo Picasso et de Georges Rouault. Il est alors considéré comme un représentant de l'avant-garde de la peinture tunisienne.
En 1949, il participe à la création du courant artistique de l'École de Tunis. En 1950, Edgard Naccache remporte le prix de la jeune peinture de Tunisie,.
Il s'installe en France en 1962. Entre 1965 et 1976, il évolue à l'intérieur du mouvement de la figuration narrative, et rejoint le groupe ORA initié par le critique Gérald Gassiot-Talabot avec entre autres les peintres Yannis Gaïtis, Michel Macréau, Key Hiraga et Peter Foldes.
Edgard Naccache meurt le 27 mars 2006, il est inhumé à Paris au cimetière du Montparnasse (division 10).

## Expositions
Personnelles
- 1961 : Galerie de l'Université à Paris[7]
- 1964 : Bibliothèque de Sarcelles
- 1970 : Centre culturel de Villeparisis
- 1971 : Centre culturel de Tarbes
- 1973 : Maison de la culture de Rennes
- 1973 : Maison de la culture de Caen
- 1974 : Maison de la culture du Creusot
- 1987 : « Belleville au cœur » (rétrospective 1970-1987) à l'espace Belleville de Paris
- 1988 : Galerie Antoine de Galbert (Grenoble)
- 1990 : Rétrospective « 40 ans de peinture » (Cagnes-sur-Mer)
- 2016 : Galerie Gare de Marlon à Paris (11 février-19 mars 2016)[8],[9]

Collectives
- 1968 : « Groupe OPA de Paris », avec Key Hiraga, Yannis Gaïtis, Michel Macréau, Peter Foldes, Hugh Weiss, Galerie Il Giorno, Milan

## Collections publiques
- Musée d'Art moderne de Paris
- Musée Hyacinthe-Rigaud (Perpignan)
- Château Grimaldi (Cagnes-sur-Mer)
- Musée public national d’Art moderne et contemporain d’Alger
- Musée national d'art moderne et contemporain de Tunis